# Ernst-Moritz-Arndt-Gymnasium Bonn

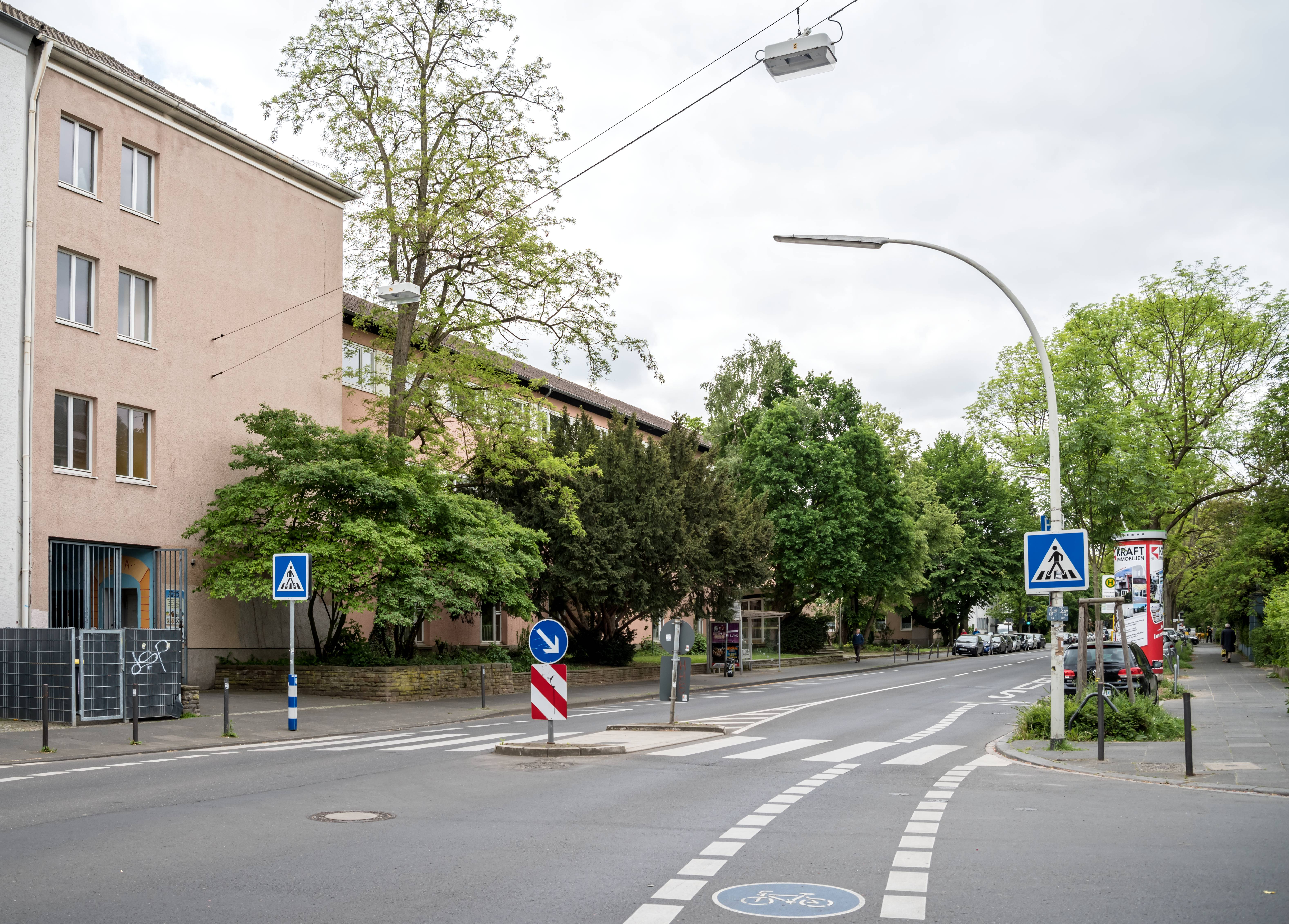
Das Schulgebäude an der Endenicher Allee

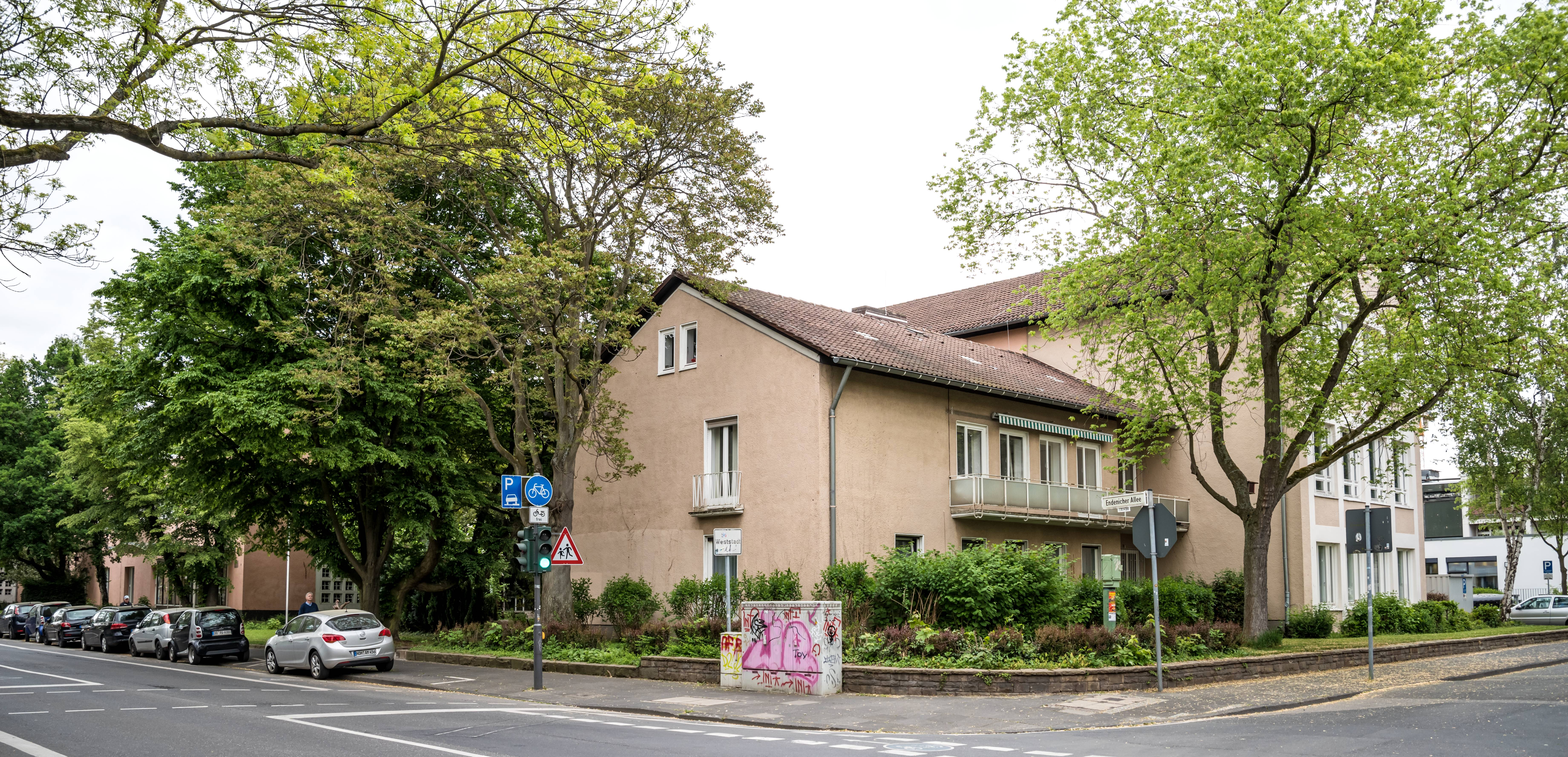
Endenicher Alle Ecke Wegelerstraße

Der große Schulhof

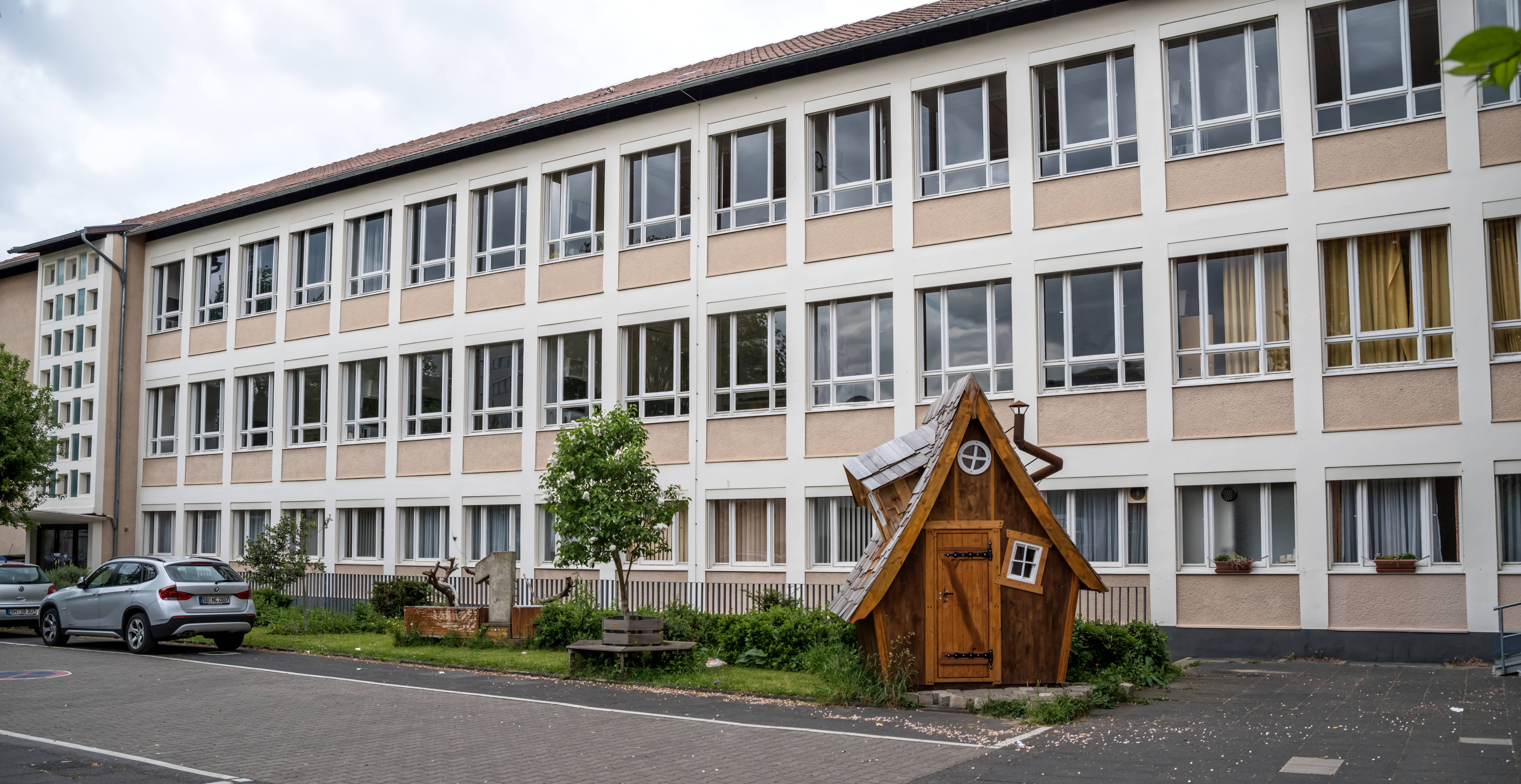
Der kleine Schulhof

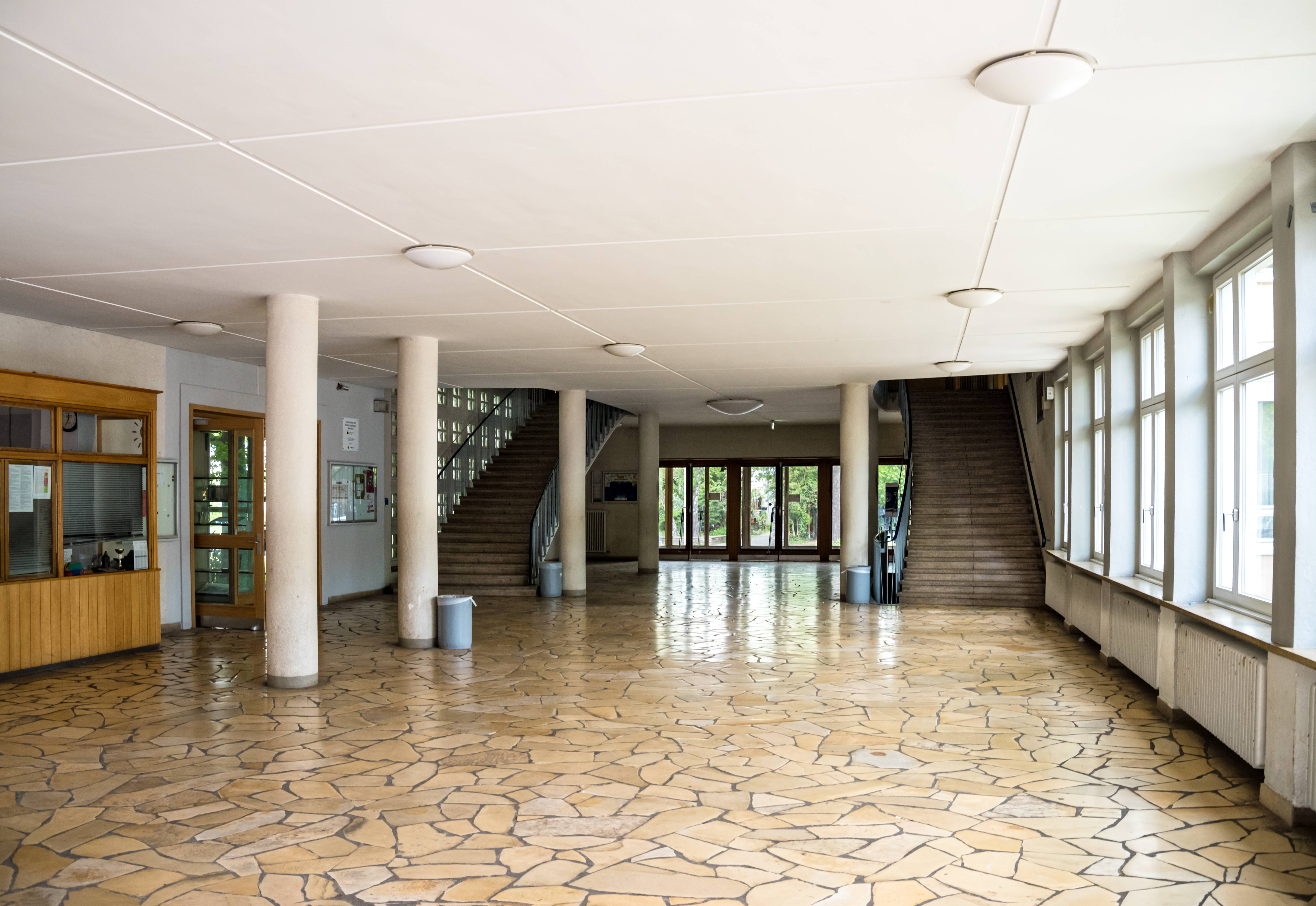
Die Eingangshalle

Das Ernst-Moritz-Arndt-Gymnasium (EMA) ist eines der ältesten städtischen Bonner Gymnasien. Es wurde 1882 unter dem Namen Höhere Bürgerschule gegründet und in der Zeit des Nationalsozialismus 1938 auf Vorschlag der evangelischen Kirche Bonn nach dem vorpommerschen Publizisten, Historiker und Dichter Ernst Moritz Arndt (1769–1860) umbenannt, der seine zweite Lebenshälfte in Bonn verbracht hatte.

## Schülerschaft
Die Schule ist vierzügig angelegt und wird von etwa 970 Schülern besucht.
| Jahr | Schüler | Klassen | Schüler Sek I | Klassen Sek I | Schüler Sek II | Klassen Sek II |
| ---- | ------- | ------- | ------------- | ------------- | -------------- | -------------- |
| 2008 | 1111    |         |               |               |                |                |
| 2010 | 1106    | 46      |               |               |                |                |
| 2011 | 1086    | 46      | 577           | 20            | 509            | 26             |
| 2016 | 969     | 40      | 569           | 20            | 400            | 20             |

## Schulische Schwerpunkte
Schwerpunkte des schulischen Profils bilden der mathematisch-naturwissenschaftliche und der musische Bereich.
Das EMA war nach dem Zweiten Weltkrieg bis zur Enttypisierung der Gymnasien Anfang der 1970er Jahre mathematisch-naturwissenschaftlich ausgerichtet. Dazu kam seit den 1960er Jahren die nachhaltige Entwicklung des musischen Bereiches, hauptsächlich der Musik.
Das Angebot im Wahlpflichtbereich II ist seit dem Schuljahr 2001/02 erweitert um das Fach „Musisches Gestalten“. Im Wechsel mit dem Helmholtz-Gymnasium bietet das EMA einen schulübergreifenden Leistungskurs Musik an, der von Schülern aus dem ganzen Bonner Raum besucht wird. Darüber hinaus gibt es verschiedene weitere Angebote im kreativen Bereich: drei Chöre und sechs Instrumental-Ensembles, Tanz-AG, Theater-, Literatur-, Instrumental- und Vokalkurse in der Sekundarstufe II.
Als Fremdsprachen werden Englisch, Französisch, Italienisch und Latein unterrichtet. In der Sekundarstufe II können Englisch und Französisch als Grund- und Leistungskurse bis zum Abitur gewählt werden; Leistungskurse in Französisch werden in Kooperation mit dem Helmholtz-Gymnasium eingerichtet. Zusätzlich gefördert wird dieses Fremdsprachenangebot durch Sprachaustauschprogramme mit Partnerschulen in Gdynia/Polen, Frankreich und Rom/Italien.

### Mathematisch-naturwissenschaftlicher Bereich
Die mathematisch-naturwissenschaftlichen Leistungsgruppen sind seit Beginn des Schuljahrs 2002/03 fester Bestandteil des Schulprogramms.

#### Informatik – (MINT)
Die Schule hat einen ausgewiesenen Schwerpunkt in den MINT-Fächern Mathematik, Informatik, Naturwissenschaft und Technik. Seit 2002 ist die Schule ohne Unterbrechung Mitglied im „Verein mathematisch-naturwissenschaftlicher Excellence-Center an Schulen (MINT-EC)“ und darf damit die Bezeichnung „MINT-EC-Schule“ führen.
Die Schule beteiligt sich an der Aktion Informatik-Biber, bei der es darum geht, Schüler für Informatik zu begeistern und später für den Bundeswettbewerb Informatik zu gewinnen. (Preise siehe oben)

### Musischer Bereich

#### Musik
Das Gymnasium hat zahlreiche musische Ensembles (Sinfonieorchester, Big Bands, Chöre). Besonders erwähnenswert ist die Big Band, die erste Preise auf Landesebene gewann. Das Jugend-Sinfonieorchester Bonn hat seinen Sitz am EMA, das EMA ist einer der drei Träger des Orchesters. Im EMA-Orchester wirken viele Preisträger von „Jugend musiziert“ mit. In Verbindung von künstlerischer Leistung und sozialem Engagement produzierte der EMA-Chor drei von sieben CDs (Haydns „Schöpfung“, Mozarts „c-Moll-Messe“ und Mozarts „Requiem“) für die CD-Reihe „Klassik für Menschenrechte“, die bisher mehr als eine halbe Million Euro für Hilfsprojekte in der Dritten Welt eingespielt hat. Seit 2016 sind die Aufführungsmöglichkeiten für musikalische Ensembles am EMA durch den Umbau, Abriss und Neuaufbau der Aula stark eingeschränkt. Eine vollständige Nutzung dieser ist voraussichtlich ab 2024 möglich.

## Geschichte
Am 25. April 1882 wurde die Schule als höhere Bürgerschule die durch Umformung der 1841 privat gegründeten Kortegarn’sche Schule entstand von der Stadt Bonn übernommen, dabei wurden auch die meisten Lehrkräfte beibehalten. Der Unterricht des Realgymnasiums fand im selben Gebäude statt und stammte aus dem Jahre 1845. Das neue sechsjährige Jungen-Gymnasium war lateinlos, aber mit Pflichtfächern Englisch und Französisch. Es hatte 1882/1883 elf Lehrer und 114 Schüler. Angegliedert war wie vorher eine dreistufige Vorschule. Übergangsleiter war seit 1880 Ernst Pullig. Erster offizieller Rektor wurde Otto Hölscher am 25. April 1882. Die Schule sollte die Kinder des Mittelstandes auf deren technische, gewerbliche, und kaufmännischen Berufe mit einer breiten Allgemeinbildung vorbereiten.
Das Schulkonzept wurde nicht wie erwartet angenommen und die Schule nach drei Jahren zum Realprogymnasium mit Latein ab der 5. Klasse zurückgestuft. Diese Schule wiederum war so erfolgreich, dass 1887 ein neues dreigeschossiges Gebäude in der Doetschstraße errichtet und 1897 um 16 weitere Klassenzimmer, 1898 um eine Turnhalle sowie 1899 um eine Aula erweitert wurde. 1891/1892 hatte die Schule einschließlich der Vorschule 339 Schüler.
1887 reichte das Schulgebäude in der ehemaligen Köln-Koblenzer Landstraße nicht mehr aus und die Stadt errichtete einen dreigeschossigen Neubau in der Doetschstrasse, welcher 1897 durch einen viergeschossigen Anbau für 16 Klassen und in den folgenden Jahren um eine Turnhalle und Aula erweitert wurde.
Am Ende des Zweiten Weltkrieges hatte die Schule noch 21 Lehrer. Sie wurde 1944 geschlossen und brannte anschließend am 18. Oktober 1944 völlig aus.
Das heutige Schulgebäude war der erste gymnasiale Neubau in Bonn nach dem Zweiten Weltkrieg und wurde damals als dreizügiges Gymnasium für Jungen errichtet. Die Pläne stammten von dem Bonner Architekten Toni Kleefisch. Teile der künstlerischen Ausstattung schuf Joseph Fassbender.
Der Neubau an der Endenicher Allee wurde am 12. Juni 1951 begonnen und die ersten 12 Klassen, die bisher in der Remigusschule untergebracht waren, wurden ab dem 3. November 1952 in den Räumen des neuen Flügels unterrichtet. Am 20. Februar 1953 kam die ganze Schule, die in Teilen noch in der Loe-Straße waren in den Neubau. Die Einweihung der Anlage fand am 18. Juni 1953 statt. Bis 1969 wurden noch Erweiterungen wie Schwimmbecken, Sportplätze und Aula errichtet. Die Schule wurde 2006 unter Denkmalschutz gestellt, da sie charakteristisch ist „für die Schularchitektur der Nachkriegszeit. Es stellt eine Gesamtanlage dar, die modernen Ansprüchen am architektonische und räumliche Disposition genügte, indem sie eine aufgelockerte Bebauung in unterschiedlicher Ausrichtung der Bauteile aufweist. Hinsichtlich der räumlichen Ausstattung galt die Schule als besonders vorbildlich.“
Wegen der Entscheidung für Bonn als Hauptstadt der Bundesrepublik Deutschland wuchs die Schule anfangs so sehr, dass aus ihr zwei neue Gymnasien ausgegründet wurden, das Friedrich-Ebert-Gymnasium 1954–1956 und das Städtische Gymnasium Tannenbusch 1961. 1963 trat die erste Lehrerin in die Schule ein, 1964 wurden die ersten neun Mädchen an der Schule unterrichtet.

### Schulleiter
In Klammern steht die Zeit als Schulleiter.
- Otto Hölscher (1882–1906; † 1906)
- Emil Niepmann (1906–1923)
- Karl Schümmer (1925–1933)
- Gotthard Schmidt (1933–1937)
- Erich Kirsch (1938–1939)
- Otto Schmidt (1939–1948)
- Josef Gerhards (1948–1956)
- Günter Schuster (1956–1965)
- Gerhard Fels (1966–1992)
- Arnold Heer (1993–2006)
- Uwe Bettscheider (2006–2012)
- Ulrich Breuker (kommissarisch, 2012–2013)
- Thomas Harth (2013–2017)[18][17]
- Lutz Hasbach (2018–2019)
- Simone Bröcker (seit 2020)

## Besondere Aktivitäten und Auszeichnungen

### Schulische Wettbewerbe
Bei der Mathematik-Olympiade und dem Bundeswettbewerb Mathematik zählen die Schüler des EMA regelmäßig zu den erfolgreichsten Teilnehmern dieser Wettbewerbe.
Seit 2011 wird das EMA wegen der erfolgreichen Beteiligung am Bundeswettbewerbs Informatik und dem Informatikwettbewerb Biber mit dem BWInf-Preis in Gold ausgezeichnet.
Seit Bestehen der Dr. Hans-Riegel-Fachpreise (2006) gehören Schülerinnen und Schüler des EMA regelmäßig zu den Preisträgern. 2016 gewann Paul Weltmann den 1. Preis und Clemens Vetter den 3. Preis in Informatik sowie Ben Sehgewiss den 1. Preis in Geographie.

### Ruder-Club
Der „Gymnasial-Ruder-Club am Ernst-Moritz-Arndt-Gymnasium Bonn“ des EMA ist eine Vereinigung von Schülern des EMA als nicht eingetragener Verein und wurde 1906 von zwei Schülern gegründet. Dies macht ihn zu einem der ältesten Schülerruderclubs in Bonn. Die Leitung des Vereins ist einem Vorstand aus dem Kreise der Schüler übertragen, dessen Arbeit von einem Lehrer (dem Protektor) beratend begleitet wird.
Das erste Bootshaus lag als „schwimmendes“ Bootshaus linksseitig oberhalb der Kennedybrücke im Rhein, dann zog der Verein in ein vereinseigenes Bootshaus auf einem seinerzeit städtischen Grundstück auf dem Gelände des Bundestages um, bezog dann eine Halle im Gebäude des Bonner Rudervereines und zog im September 2005 zusammen mit dem Ruderclub des Friedrich-Ebert-Gymnasiums in eine Halle des Bootshauses des Universitäts-Ruderclubs auf der Beueler Rheinseite um. Aktivitäten sind neben Stegfahrten auf dem Rhein und der Teilnahme an Schülerregatten vor allem die Durchführung von Wanderfahrten auf Flüssen in Deutschland und dem europäischen Ausland (so u. a. Frankreich, Polen, Irland).

### Schulsanitätsdienst
Seit über zehn Jahren existiert am EMA ein Schulsanitätsdienst, der die Erstversorgung Erkrankter und Verletzter ermöglicht. Der Sanitätsdienst besteht aus bis zu 10 Schülern, die alle mindestens in erweiterter Erster Hilfe ausgebildet sind. Einige der Schüler sind auch Mitglieder in Hilfsorganisationen und haben zum Teil sogar eine rettungsdienstliche Qualifikation wie den Rettungshelfer oder Rettungssanitäter. Alarmiert werden die Sanitäter durch das Sekretariat über ein Mobiltelefon.

### Soziales Engagement
Seit 1990 leisten EMA-Schüler Hilfe für eine Schule in Cusco/Peru. Neben der Versorgung mit den nötigsten Lebensmitteln geht es den Schülern darum, in Zusammenarbeit mit dem „Deutsch-Peruanischen Freundschafts- und Kulturkreis e. V.“ durch das Sammeln von Geldspenden und durch den Verkauf des EMA-Kunstkalenders (seit 2004/05) Hilfe zur Selbsthilfe zu leisten.
Seit 2003 werden Lehrer und seit 2004 werden Schüler zu Streitschlichtern ausgebildet.

## Gebäude und Besondere Ausstattungen
Die Schule verfügt über zwei Turnhallen, eine Gymnastikhalle sowie einen Sportplatz, der Ende 2006 einen Kunstrasen bekam und seit 2015 über ausgezeichnet modernisierte naturwissenschaftliche Unterrichtsräume.
Die Aula mit 800 Sitzplätzen galt als die repräsentativste im Bonner Raum und kann so gleich zwei Sinfonieorchestern eine Heimat bieten, dem EMA-Orchester und dem Bonner Jugendsinfonieorchester. Sie ist Wirkungsstätte der international erfolgreichen Ballettschule International Bonn und von Ballettwettbewerben und Ort der Begegnung zwischen der musischen und der MINT-Ausrichtung der Schule. Seit 2016 wird die Aula renoviert, 2024 wurde sie abgerissen und soll bis 2026 wieder nutzbar sein.
Seit Oktober 1996 gehört das EMA zu den Projektschulen NRW „Schulen ans Netz“. Aufgrund von Elternspenden kann seit Anfang November 1996 ein Internetraum benutzt werden. Das EMA war seit August 2000 lokale Stützpunktschule der „e-nitiative.nrw“ in Bonn. Seit 1996 besteht eine schulische Homepage.
Die Schülerbibliothek ist Arbeitsraum mit Präsenzbibliothek vor allem für die Oberstufenschüler des EMA. Anfang 2005 wurde die elektronische Erfassung aller Bücher und anderer Medien – etwa 3500 – beendet. Neben moderner und klassischer Literatur enthält die Schülerbibliothek Nachschlagewerke, Wörterbücher und Zeitschriften. Sie wird laufend aus Mitteln des Fördervereins und aus Stiftungen der Eltern ergänzt. Am 5. November 2016 fand die öffentliche Einweihung der neuen Räumlichkeiten in der ehemaligen Direktorenwohnung statt. Neben einer größeren Fläche verfügt die Bibliothek nun über separierte Computerarbeitsplätze und einen Stillarbeitsraum.
2011 erhielt die Schule ihre ersten beiden interaktive Whiteboards. Mittlerweile (Stand: Juni 2018) sind alle Unterrichtsräume mit interaktiven Tafeln ausgestattet, welche teils jedoch nicht funktionieren (Stand: September 2023).

### Schullandheim in Aremberg
Seit 1932 besitzt das EMA-Gymnasium ein eigenes Schullandheim in Aremberg/Antweiler in der Eifel. Es wurde damals in Eigeninitiative von Lehrern, Schülern und Eltern errichtet und wird heute vom EMA-Gymnasium zusammen mit dem Friedrich-Ebert-Gymnasium über den gemeinsamen Trägerverein Jugendheim Aremberg e. V. betrieben. Er hat in den letzten Jahren erhebliche Finanzmittel – ausschließlich Spenden – in die Sicherung der Bausubstanz und die Renovierung des Hauses investiert und es damit langfristig gesichert.

### Schularchiv
Aus der über 120-jährigen Geschichte des EMA sind vielfältige Archivalien überliefert; sie werden in der Schule selbst, im Stadtarchiv Bonn sowie in den Hauptstaatsarchiven Düsseldorf und Koblenz aufbewahrt. Nach dem Umbau des ehemaligen Fahrradkellers der Schule steht seit Ende 1998 neben einem Oberstufen-Mehrzweckraum ein zentraler Archivraum zur Verfügung.

## Lehrerausbildung
Die Ausbildung der Lehramtsanwärter wird vom Studienseminar Bonn/Troisdorf und der Schule gemeinsam getragen. Das EMA ist auch Ausbildungsschule der Universität Bonn für Lehramtsstudenten.

## Zusammenarbeit mit außerschulischen Institutionen
- Rheinischen Friedrich-Wilhelms-Universität Bonn, insbesondere zur Naturwissenschaftlichen und Mathematischen Fakultät sowie zu den beiden Theologischen Fakultäten und zum Fachbereich Geographie; die Zusammenarbeit wurde im Jahr 2004 durch einen formellen Kooperationsvertrag zwischen dem EMA Gymnasium und der Universität geregelt und 2016 erneuert.
- Wirtschaftswissenschaftliche Fakultät der Universität Maastricht, Hochschule Koblenz/Remagen und Fachhochschule für Wirtschaft und Technik in Saarbrücken und der Universität Duisburg-Essen
- Deutsches Zentrum für Luft- und Raumfahrt in Köln-Porz und Universität Bonn (FB Geographie) im Projekt „Fernerkundung in Schulen“ seit 2006
- Schulbrücke Weimar der Deutschen Nationalstiftung seit 2002: Arbeitswoche in Weimar mit Schülern aus Paris, Warschau, Bozen, der Slowakei und EMA Bonn
- „Kreatives Schreiben“ in Zusammenarbeit mit dem Bonner General-Anzeiger, der FAZ und anderen Institutionen
- Zusammenarbeit auf der Grundlage von Kooperationsvereinbarungen mit der Bonner Firma Moeller (seit 2004) und der Deutschen Telekom Hauptverwaltung (seit 2005)
- Teilnahme am RAFT-Projekt – federführend für Schulen in Bonn – der Europäischen Kommission in Luxemburg 2002/2003 in Kooperation mit der Fraunhofer-Gesellschaft, den Universitäten Bratislava, Dundee und Glasgow und kanadischen Institutionen in New Brunswick
- Teilnahme am infoschul II-Projekt „erdkunde online“ in Zusammenarbeit mit drei Berliner Schulen und Schulen aus Neustadt/Wied, Diepholz, Bergisch-Gladbach-Paffrath und Göttingen
- Mitarbeit am LeMO-Projekt des Deutschen Historischen Museum Berlin und des Hauses der Geschichte Bonn seit 2000
- Kooperation mit der regio it Aachen seit 2006
- Kooperation mit der Deutschen Post AG seit 2012[33]

## Bekannte ehemalige Schüler und Lehrer
- Adolf Gebhard (1887–1974), Kunstlehrer, Maler und Grafiker
- Hermann Josef Abs (1901–1994), Bankier
- Manfred Sell (1902–1971), Volkswirt und Historiker
- Gustav Ernst Störring (1903–2000), Psychiater
- Günter Schuster (1918–2011), Physiker u. Wissenschaftsfunktionär, war Schüler und Schulleiter der Schule
- Werner Trutwin (1929–2019), Philosoph, Theologe, Philologe und Religionswissenschaftler
- Jürgen Theuerkauff (1934–2022), Fechter
- Hans Werner Flohr (* 1936), Neurobiologe
- Wolfgang Meyer (* 1936), Mathematiker[34]
- Detlef Gromoll (1938–2008), Mathematiker[34]
- Jörg Schröder (1938–2020), Verleger und Schriftsteller
- Winfried Scharlau (1940–2020), Mathematiker[34]
- Wolf-Dieter Hasenclever (* 1945), Politiker
- Rainer Schuwirth (* 1945), General
- Wolf-Dieter Zumpfort (* 1945), Politiker
- Gerald Hennenhöfer (* 1947), Jurist
- Uwe Zimmermann (* 1947), Mathematiker
- Friedrich Wessel (* 1945), Florettfechtweltmeister
- Bärbel Dieckmann (* 1949), von 1994 bis 2009 Oberbürgermeisterin der Stadt Bonn
- Benedikt Fehr (* 1952), Finanzjournalist
- Rudolph Brückner (* 1955), Sportmoderator
- Matthias Brandt (* 1961), Schauspieler
- Guido Westerwelle (1961–2016), Politiker[35]
- Cornelia Scheel (* 1963), LGBT-Aktivistin und Autorin
- Peter Stefan Herbst (* 1965), Fernsehmoderator
- Joachim Kretzer (* 1968), Schauspieler
- Oliver Masucci (* 1968), Schauspieler
- Oliver Sanne (* 1986), RTL-Bachelor 2015